# Arizona Reid
Arizona Reid, detto AZ (Gaffney, 11 marzo 1986), è un ex cestista statunitense naturalizzato armeno.

## Carriera
È uno dei pochi giocatori ad aver segnato almeno 2000 punti e ad aver preso più di 1000 rimbalzi nella lega NCAA, dopo aver trascorso quattro anni nel piccolo college della Big South di High Point (Carolina del Nord).
Nel luglio del 2008 firma un contratto 1+1 con la Pallacanestro Varese, ma in ottobre è vittima di un grave infortunio che rischia di renderlo inutilizzabile per gran parte della stagione e la società varesina lo taglia per tesserare Kaniel Dickens.
Nel dicembre del 2008 viene ingaggiato dai Ginevra Devils militante nel campionato elvetico. La stagione seguente passa in Finlandia all'UU-Korihait. Nel 2010 gioca sei partite in Libano prima di ritornare in Svizzera con il BBC Monthey. L'anno seguente gioca con il Mitteldeutscher, nella seconda divisione tedesca.

## Palmarès

### Club
- ProA: 1

Mitteldeutscher: 2011-12
- PBA Governors' Cup: 1

San Miguel Beermen: 2015

### Individuali
- MVP ProA: 1

2011-12